# Жарков, Антон Викторович
Антон Ви́кторович Жарко́в (род. 3 октября 1967, Магнитогорск, Челябинская область, РСФСР, СССР) — российский государственный деятель, депутат Государственной Думы VI и VII созыва. Член фракции «Единая Россия», член комитета Госдумы по транспорту и строительству.

## Биография
Родился 3 октября 1967 года в городе Магнитогорске Челябинской области в семье преподавателей. С 1986 года по 1988 год проходил военную службу в городе Свободный Амурской области (заместитель командира взвода). В 1992 году окончил Абхазский государственный университет по специальности бухгалтерский учёт и аудит. В 2015 году окончил Российскую Академию предпринимательства по специальности Государственное и муниципальное управление.
В 1989 году основал собственный бизнес. С 1992 года по 2002 годы работал генеральным директором ООО «ЦГЯ» в Магнитогорске.
Занимался перепродажей продукции Магнитогорского металлургического завода (ММК), являлся совладельцем двух крупных трейдеров ММК — ОАО «Башметаллопторг» и ООО «Торговый дом ММК-Урал». Осуществлял вложения в покупку торговой недвижимости в Магнитогорске, Магнитогорского мясокомбината и крупнейшего рынка Магнитогорска «Центральная Ярмарка».
С 2002 года по 2008 год — Исполнительный директор дочернего предприятия ОАО «Магнитогорский металлургический комбинат» в Москве. В 2008—2011 годах возглавлял ряд крупных коммерческих предприятий в Москве. В 2011 году был назначен Директором Департамента по финансово-экономической политике ОАО Акционерный Коммерческий банк «РУССОБАНК».
В декабре 2011 года избран депутатом Государственной думы VI созыва в составе федерального списка кандидатов, выдвинутого партией «Единая Россия» по городу Москве.
В сентябре 2016 года избран депутатом Государственной думы VII созыва по 205 (Преображенскому) избирательному округу.

## Законотворческая деятельность
С 2011 года по 2019 год, в течение исполнения полномочий депутата Государственной Думы VI и VII созывов, выступил соавтором 115 законодательных инициатив и поправок к проектам федеральных законов.

## Сведения о доходах и собственности
По официальным данным, за 2011 год доход Жаркова составил более 61 млн рублей. Жаркову вместе с супругой принадлежат 4 земельных участка общей площадью 8,4 тыс. квадратных метров, 4 квартиры общей площадью 694 квадратных метра, два жилых дома площадью более 1,5 тыс. квадратных метров, несколько легковых автомобилей Mercedes.
Доход Жаркова за 2010 год составлял 191,47 млн рублей. Ему также принадлежали доли в ООО «Терра», ООО «Коммерция», ООО «Океан», ООО «Центральная городская ярмарка», ООО «Сторент», ЗАО «Рентинг СОЮЗ».

## Личная жизнь
Женат, имеет взрослого сына, воспитывает дочь. Активно занимается спортом.